# Frasier (serie televisiva 2023)
Frasier è una sitcom statunitense, revival dell'omonima serie televisiva, andata in onda dal 1993 al 2004 sulla NBC.
La serie viene pubblicata su Paramount+ dal 12 ottobre 2023.

## Trama
La serie segue Frasier Crane mentre torna a Boston con nuove sfide da affrontare, nuove relazioni da stringere e un vecchio sogno o due da realizzare.

## Episodi
| Stagione         | Episodi | Pubblicazione USA | Pubblicazione Italia |
| ---------------- | ------- | ----------------- | -------------------- |
| Prima stagione   | 10      | 2023              | 2023                 |
| Seconda stagione | 10      | 2024              | 2024                 |

## Personaggi e interpreti

### Personaggi principali
- Dott. Frasier Crane, interpretato da Kelsey Grammer.[5]
- Alan Cornwall, interpretato da Nicholas Lyndhurst.[6]
- Frederick "Freddy" Crane, interpretato da Jack Cutmore-Scott.[7]
- David Crane, interpretato da Anders Keith.[8][9]
- Eve, interpretata da Jess Salgueiro.[8]
- Olivia, interpretata da Toks Olagundoye.[10]

### Personaggi ricorrenti
- Lilith Sternin, interpretata da Bebe Neuwirth.[11]
- Roz Doyle, interpretata da Peri Gilpin.[12]

## Produzione
Fin dal 2004, anno della conclusione della serie originale, i dirigenti della NBC hanno parlato di continuare col personaggio interpretato da Grammer, ma poi il progetto si è fermato. Nel 2018 però lo stesso attore ha comunicato che un reboot era in progetto che si è concretizzato 5 anni dopo.
Il 22 febbraio la serie viene rinnovata per una seconda stagione.

## Distribuzione
La serie è stata distribuita negli Stati Uniti su Paramount+ e Pluto TV dal 12 ottobre 2023 e in Italia dal 13 ottobre, sempre su Paramount+. Inoltre i primi due episodi sono stati trasmessi dalla CBS il 17 ottobre.